# Acanthocinus campbelli
Acanthocinus campbelli là một loài bọ cánh cứng trong họ Cerambycidae.